# Fructarianism

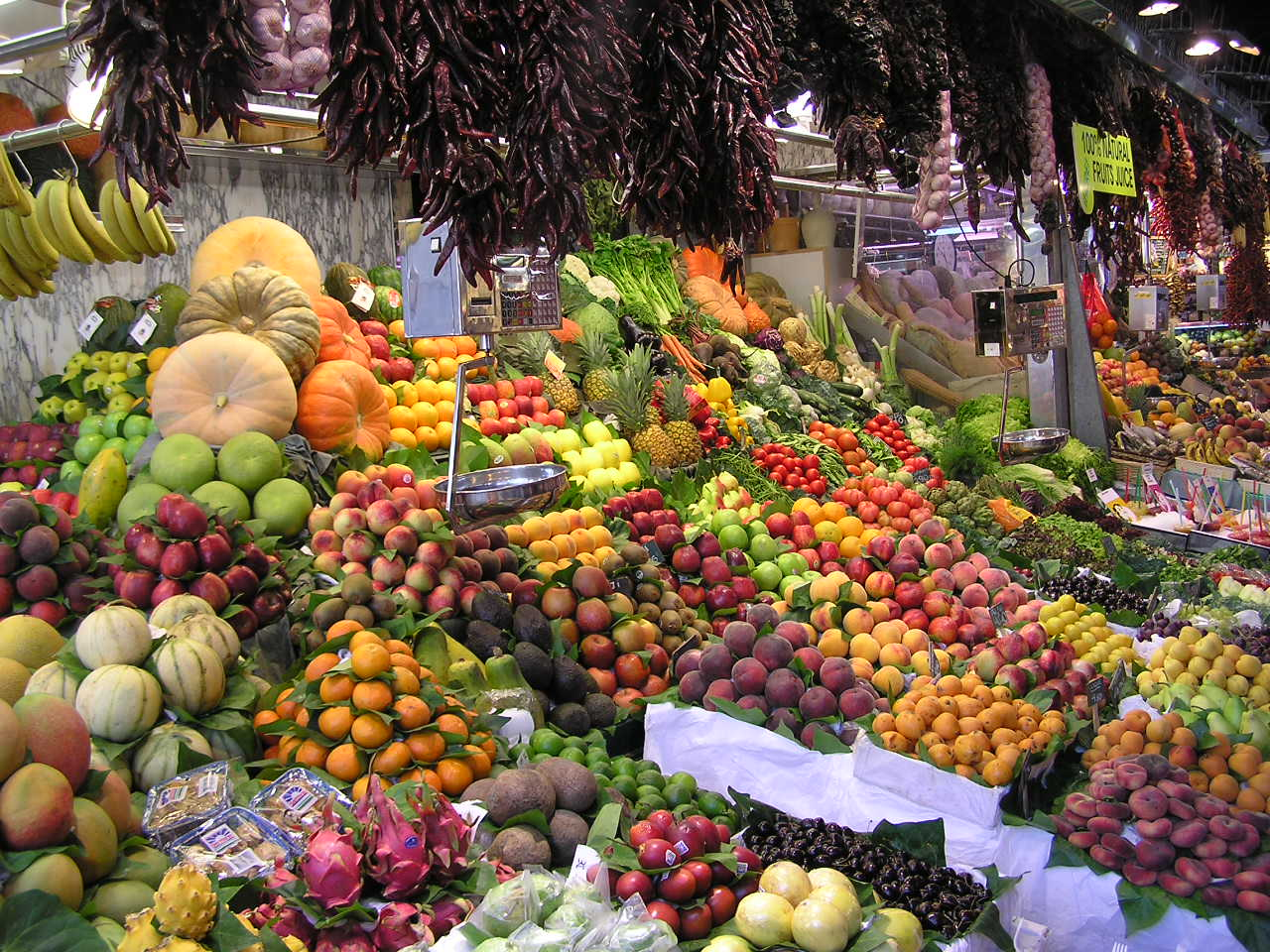
Piață de fructe din Barcelona

Fructarianismul (numit și crudivorism) este o formă de veganism ce se limitează la consumul fructelor coapte a plantelor sau a arborilor. Fructarienii mănâncă, în principiu, doar fructele plantelor.  Unii oameni se consideră fructarieni, chiar dacă dieta lor nu este constituită 100% din fructe. De obicei, fructarienii ce includ alte alimente dietei lor, urmează un regim vegan.

## Definiții

### Definiție a fructului
Când se vorbește despre mâncare, termenul „fruct” se referă la doar acele fructe a plantelor care sunt dulci și cărnoase (spre exemplu, prune, mere, portocale etc.). Din punct de vedere botanic, unele alimente ce nu sunt considerate fructe - precum ardei, roșii, castraveți, nuci sau grâne - sunt, de fapt, fructe.
Fructarienii folosesc definiții diferite pentru ceea ce este considerat „fruct”.

### Definiție a unui fructarian
Unii fructarieni vor mânca doar ce cade (sau va cădea) în mod natural de la o plantă, adică: mâncare ce poate fi culeasă fără a omorî planta. Aceste alimente se constituie în principal din fructe culinare, alune
și +'
semințe. Unii nu mănâncă grâne, crezând că este împotriva firii naturii să faci astfel, iar unii fructarieni consideră că este impropriu ca oamenii să mănânce semințe. Alții cred că ar trebui să se mănânce doar plantele care răspândesc semințe atunci când sunt devorate. Alții consumă semințe și alte alimente gătite.
Unii fructarieni folosesc definiția botanică a fructului și consumă leguminoase, precum și fasole și mazăre, pe când alții includ legume verzi, frunzoase și/sau tuberculi în dieta lor.

## Motivație
Câțiva fructarieni cred că dieta originală a omenirii a fost fructarianismul, sub forma lui Adam și Eva, bazat pe Geneza 1:29. Ei consideră că o întoarcere spre un paradis similar cu Eden se obține prin traiul simplu și o tactică holistică asupra dietei și sănătății.
Motive non-religiose includ dorința unor fructarieni de a evita omorul sub orice formă, chiar și a plantelor. Unii fructarieni afirmă că mâncatul a unor tipuri de fructe fac o favoare plantei-părinte, iar că fructul cărnos a evoluat pentru a fi consumat de animale, pentru obținerea dispersiei semințelor. Semințele fructelor răspândite prin fecale pot germina în acest gata-făcut fertiizator, încurajând proliferarea plantei.
Deși sunt puține consensuri medicale sau științifice pentru a afirma/infirma acest punct de vedere, fructarienii pretind că adoptarea acestei diete centrate asupra fructelor înfrânge numeroase boli. 

## Critici
Programul de promovare a sănătății de la Columbia University raportează despre dieta frructariană că poate cauza deficiențe în calciu, proteine, fier, zinc, vitamina D și majoritatea vitaminelor B (în special B12) și acizii grași esențiali. În plus, se mai afirmă că restricțiile alimentare în general pot duce la foamete, pofte, obsesii alimentare, disrupții sociale și izolare socială.
Lipsa proteinelor din fructele cărnoase pot face stilul de viață greu de susținut și poate duce la condiția de hipoproteinemie sau kwashiorkor (o malnutriție cauzată de lipsa proteinelor). Alunele (dacă incluse) sunt o sursă bună de proteine, dar datorită digestibilității scăzute la proteinele vegetale, Asociația Dietetică Americană afirmă: „necesarul de proteine s-ar putea să fie mai mare decât cel recomandat, când sursele de proteine sunt în special cele greu digerabile, precum la unele cereale și legume”.
Vitamina B12, un produs bacterial, nu se găsește în niciun fruct. Conform Institutului Național de Sănătate din S.U.A., „sursele alimentare de vitamina B12 sunt limitate la alimentele ce vin de la animale”. Precum veganii ce nu consumă alimente fortificate cu B12 (anumit lapte de plante și cereale, spre exemplu), fructarienii au nevoie să includă vitamina aceasta ca supliment alimentar în dieta lor. Acest fapt ar putea fi un risc pentru fructarienii stricți, căci B12 din alimentele fortificate sau suplimente sunt derivate din bacterii, nu fructe. Și este, de asemenea, contrar filozofiei că oamenii ar fi perfect adaptați și evoluați pentru a trăi numai pe fructe.
Pretenții făcute de reprezentanți ai fructarianismului au dus la clasificarea dietei ca o formă de șarlatanie indiscutabilă. Mulți avocați ai fructarianismului din trecut, printre care Morris Krok, Johnny Lovewisdom, Walter Siegmeister, Raymond Bernard și Viktoras Kulvinskas nu au aderat la dieta fructarianismului strict. Unii, ca Johnny Lovewisdom, au schimbat spre alte stiluri de viață neortodoxe (ca inedia), în timp ce alții, ca Morris Krok, au recomandat împotriva dietei după ce s-au oprit.

## Fructarieni celebri
- Mahatma Gandhi - lider politic și spiritual, a urmat temporar o dietă fructarianistă. El și adepții lui au schimbat repetat astfel de diete, deoarece pe termen lung s-au dovedit a fi de nesusținut.[18][19]
- Ben Klassen - fondator al Creativity Movement.[20]
- Călugărițele din Ordinul Anglican al Sf. Elizabeth a Ungariei au urmat o dietă fructariană.